# ナトリウム・硫黄電池

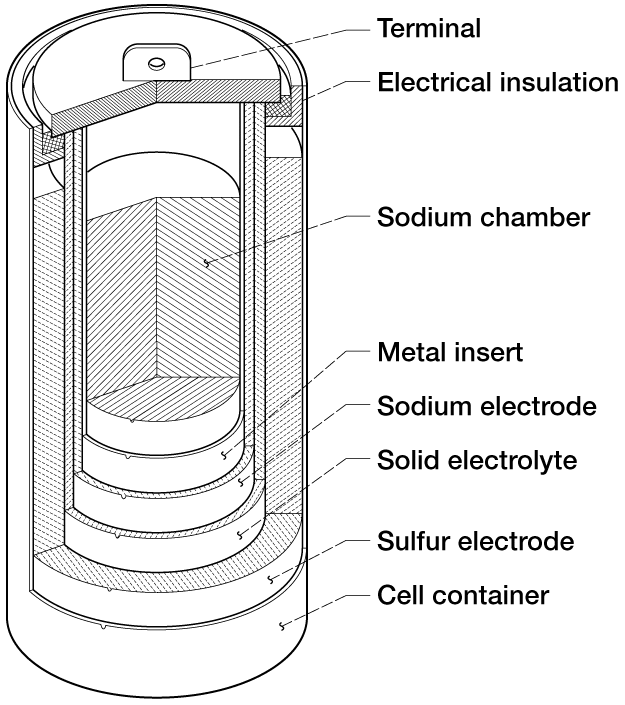
ナトリウム・硫黄電池の断面模型図(NASA John Glenn Research Centerによる画像)

ナトリウム・硫黄電池（ナトリウム・いおうでんち、英: sodium-sulfur battery）とは、負極にナトリウムを、正極に硫黄を、電解質にβ-アルミナを利用した高温作動型二次電池である。NAS電池（なすでんち）またはNAS（なす）とも呼ばれる。特に大規模の電力貯蔵用に作られ、昼夜の負荷平準や、風力発電と組み合わせ離島での安定した電力供給などに用いられる。ちなみにNAS電池は日本ガイシの登録商標である。

## 電池反応
ナトリウム・硫黄電池は、活物質であるナトリウムや硫黄を溶融状態に保ち、β-アルミナ電解質のイオン伝導性を高めるために高温（約300 - 350 ℃） で運転される。負極の溶融ナトリウムは、β-アルミナとの界面でNa+に酸化され電解質を通って正極に移動する。正極ではNa+が硫黄によって還元されて五硫化ナトリウム(Na2S5)となる。電池反応（放電反応）は次の通り。
負極： {\displaystyle {\ce {2Na->2Na^{+}\ +2{\mathit {e}}^{-}}}}
正極： {\displaystyle {\ce {5S\ +2Na^{+}\ +2{\mathit {e}}^{-}->Na2S5}}}
全反応： {\displaystyle {\ce {2Na\ + 5S -> Na2S5}}}
放電初期では上記の反応が進行するが、放電が進行して未反応の硫黄がすべて消費されると、Na2S5は次第に、より高い原子価の硫黄の組成(Na2Sx, x=2~5)の多硫化物に転化していき、やがて二硫化ナトリウム(Na2S2)となる。ただし、Na2S2は内部抵抗が高く充電特性が悪いため、通常はNa2S2を生成しない範囲内で作動させる。充電反応は、上記放電反応の逆反応が進行する。

## 特徴と用途

### 長所
従来の鉛蓄電池に比べて体積・質量が3分の1程度とコンパクトなため、揚水発電と同様の機能を都市部などの需要地の近辺に設置できる。また出力変動の大きな風力発電・太陽光発電と組み合わせ出力を安定化させたり、需要家に設置して、割安な夜間電力の利用とともに、停電時の非常時電源を兼用できる。また構成材料が資源的に豊富かつ長寿命、自己放電が少ない、充放電の効率も高い、量産によるコストダウンも期待できるなどの長所を併せ持つ。

### 短所・課題等
常温では動作しないため、ヒーターによる加熱と放電時の発熱を用いて、作動温度域（300 ℃ 程度）に温度を維持する必要がある。充放電特性が比較的長い時間率(6 - 7時間)で設計されている。また現状では、一定期間内に満充電リセットの必要がある。
火災事故を起こした場合、通常の水系の消火薬は金属ナトリウムと反応してしまうため使用できない（乾燥砂等を用いる）。このため一般の消防では火災への即応が難しい。

### 劣化要因
内部抵抗増加（効率低下）の原因として単電池内容器の腐食、金属硫化物が挙げられる。
また容量低下の原因としてナトリウムと電池容器内表面の金属元素が一部溶出して分解しにくい化合物が生じることによる残量低下が挙げられる。
もっとも耐蝕性にすぐれた材料の使用、正極電極材の構造や充電方法の改善によって8000サイクル以上使用しても大きな性能劣化が無いことが確認されている。
β-アルミナはカルシウムイオンが不純物として存在すると、強度が低下、クラックが生じ破壊される。負極において金属ナトリウムとβ－アルミナが反応して出来た酸素欠陥でカルシウム、ナトリウム、アルミナが複合酸化物を形成しこれがクラックの起点になる。

## 事故
国内では今までに2件の火災事故が発生している。
2010年（平成22年）2月15日午前7時40分ごろ、日本ガイシが製造し、高岳製作所小山工場に設置されたNAS電池で火災が発生したが、納入品が特別仕様だったため、更なる安全性留意の上NAS電池の生産と販売を続けていた。
2011年（平成23年）9月21日午前7時20分ごろ、日本ガイシが製造し、三菱マテリアル筑波製作所に設置された東京電力所有のNAS電池で2例目となる火災事故が発生したが、こちらは普及タイプの製品だったため急遽全納入先事業者に連絡を取り「NAS電池利用の蓄電システムの使用停止」を要請、代替システムを持たない事業者には「運転中の厳重監視」付きでの継続使用をやむをえず認めた。
第三者による事故調査委員会の火災原因究明報告と事故対策がまとまるまで、日本ガイシはNAS電池の生産を当分停止する事となったが、2012年（平成24年）6月から操業を再開した
事故原因は、製造不良の単電池（セル）が溶融し、それが隣接する単電池 → モジュール全体 → 隣接するモジュールへと延焼していったことにあった。

## 事業者
日本ガイシが製造し、日本ガイシと東京電力が販売している。近年の太陽光発電や風力発電の導入量拡大に伴い、生産量の増強を進めている。風力発電企業や大手電力事業者と共同で電力需給調整事業に参画する例も見られる。